# ディオール

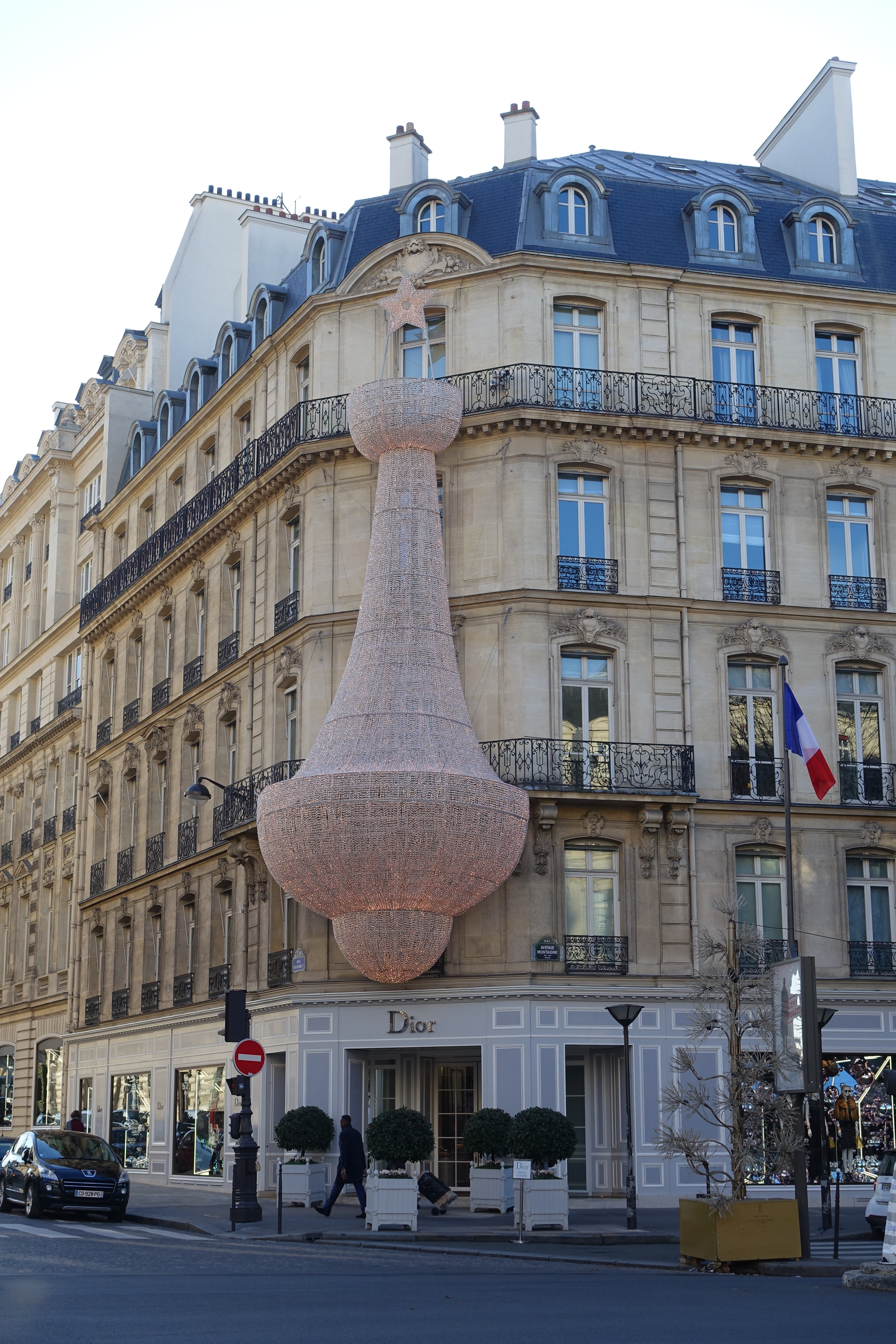
パリ8区モンテーニュ大通りのグローバル本部

ディオール（フランス語: Dior）は、フランスのファッションデザイナー、クリスチャン・ディオールが創立したファッションブランドを展開する企業である。正式名称は創立者と同名のクリスチャン・ディオール（フランス語: Christian Dior SE）。
本社所在地はパリ8区モンテーニュ大通り30番地。フランスを本拠地とする複合企業のLVMHに属するが、単独で株式上場を行っている（Euronext: CDI ）。創業以来、フランスを代表するクチュールメゾンとしてトップに君臨する。

## 概要
オートクチュール（高級注文服）、服飾、バッグ、革製品、宝飾品・時計、コスメ・香水と、その展開分野は幅広い。オートクチュールラインは「ディオール オートクチュール」（Dior Haute Couture)、ウィメンズラインは「ディオール」(Dior) 、メンズラインは「ディオール メン」(Dior Men)、ベビーラインは「ベビー ディオール」（Baby Dior)と称される。またホームコレクション「ディオール メゾン」（Dior MAISON)も取り扱う。
ほぼすべての商品が自社およびその系列会社によって製造・販売されているが、サングラス・メガネフレームについてはイタリアのサフィロ社によるOEM供給品が展開されている。

### 生い立ち
クリスチャン・ディオールは1905年にノルマンディー地方のマンシュ県・グランヴィルで生まれた。彼は生涯にわたって、この幼少期を過ごしたグランヴィルがルーツであることに、こだわりを持っていた。彼は常に子供時代友人らに囲まれて、この田園地方で過ごした。
ディオール家は肥料ビジネスを発展させて財をなしており、アッパーミドルクラスの実業家の絶好の見本であった。ディオールの肥料の広告の中には「ディオールはゴールドである。ディオールの肥料はその重さのゴールド同様の価値がある」とたたえるものがあった（「or」はフランス語で「ゴールド」の意味である）。
幼いクリスチャンは"リュンブの家"と呼ばれた大変美しい家で育った。小石を埋め込んで仕上げたピンクとグレーの外壁の家。今日ではこのカラーやディテールはディオールのファッションメゾンを象徴する重要な位置づけとなる。ピンクとグレーはディオールの世界を象徴づけ、そして現在もメゾンを表す代表的なカラーである。
ディオール家が購入した1905年、この家は築10年を迎えており広大な庭園は手入れされておらず荒れていたが、風や嵐からこの庭園を守るためマダム・ディオールはすぐに整備を始め、木や花を植えた。幼いクリスチャンは花や自然に夢中になり、 花や植物のカタログを暗記して、ガーデニングをする母のあとをついてまわった。ムッシュ・ディオールにとって、グランヴィルのガーデンが彼の初となるデザインの舞台となった。
幼少期のこのような理由により、花や昆虫、動物などはたちまちムッシュ・ディオールのお気に入りのテーマとなった。
歴代のデザイナーもそして現在でも、ラフ・シモンズ、ヴィクトワール・ドゥ・カステラーヌ、クリス・ヴァン・アッシュらの「蜂の刺しゅう」による作品を通じて、このような自然との強い結び付きが絶えず装い新たに登場している。
また、彼の作品に影響を及ぼしている、もう一つの要素がグランヴィルのカーニバルである。
クリスチャン・ディオールがそのキャリアをスタートしたのは大変若い頃で、カーニバルのコスチュームや仮面を自分の弟妹たちのために描いてあげたのが始まりである。
グランビルで数年を過ごした後、ディオール家はこの地方を離れてパリ16区に移り住んだ。クリスチャン・ディオールがもうひとつの決定的なインスピレーションを見いだしたのはこのときである。それは、彼の母親が内装を手がけたアパートに見られたルイ16世スタイル（新古典主義建築）であった。彼は後に自らのファッションメゾンにおいて、新たな解釈でこの内装を表現することになった。
もとより、クリスチャン・ディオールは当初建築家を志しており、装飾芸術を勉強した。しかし彼の両親は外交官になることを望んでいた。両親は彼をパリ政治学院に入学させたが、ここで彼は学生としての勉強に勤しむよりも、むしろ後に素晴らしい出会いとなる人間関係の構築に忙しい日々を過ごした。
1925年になると、彼を囲む友人はおもに新進のアーティストたちであった。クリスチャン・ディオールはその頃から芸術界との密接な関係を構築し、また、この頃が黄金期であった。
1920年代の終わりに、彼は友人で古美術商のジャック・ボンジャンと提携して、パリ8区に小さなギャラリーをオープンし、彼は自分と同世代の若くて才能あるアーティストを紹介し、その後サルバドール・ダリやジョアン・ミロなどのシュルレアリストや、マックス・ジャコブ、ラウル・デュフィ 、ヘルムート・コリェといった現代美術の巨匠を世に紹介した。
ディオール家は1929年の世界恐慌で壊滅的な損害を受けた。
クリスチャン・ディオールは病に倒れ、イビサ島（スペインのバレアレス諸島）で療養した後、無一文の状態でパリに戻った。彼は、陽気な彼の友人グループが定期的に集まるバーレストラン、「ブフ・シュル・ル・トワ」の最上階の部屋に無料で下宿した。このころ、クリスチャン・ディオールは自由奔放な生活を送っていた。
パリ8区のロワイヤル通り10番地でクリスチャン・ディオールと一緒に過ごしていたファッションデザイナーの友人のひとりが彼の才能を認め、自らファッションデザインを始めてみてはと勧めた。彼は偉大なクチュリエであるロベール・ピゲに見いだされて1938年にピゲのもとで働き始めた。
1939年に第二次世界大戦が勃発し、クリスチャン・ディオールは動員される。
復員した彼はニース（南フランス）周辺界隈の丘陵地カリアンに避難した。ここで家族は妹のカトリーヌが暮らす小さな家を守った。彼はプレス向けのファッションのデッサンを描いたり、家族を養うための果物や野菜を庭で育てたりして、この地で2年間を過ごした。この長期滞在中に、後にメゾン・ド・ディオール（ハウス・オブ・ディオール）のオフィシャル・イラストレーターとなるルネ・グリュオと出会う。
1941年、クリスチャン・ディオールは、当時の偉大なクチュリエのひとりであるリュシアン・ルロンから彼の「アシスタント」となるよう求められた。
ルロンは、クリスチャン・ディオールに声をかけると同時にピエール・バルマンという人物にも声をかけた。この2人はすばらしく仲が良くなり、いっしょにファッションメゾンをオープンすることまで考えていた。 ただ、その後クリスチャン・ディオールが共に立ち上げる事をためらったため、ピエール・バルマンは1946年にひとりで自らのファッションメゾンをオープンした。

## 沿革
- 1946年 - 才能を見抜いた木綿王マルセル・ブサックの援助で独立し創業。
- 1947年2月12日 - クリスチャン・ディオール初のオートクチュール・コレクションを開催。戦後間もない簡素な装いの時代に贅沢な素材と女性らしいシルエットで全世界に衝撃を与え、女性たちを魅了した。コロール（花冠）ラインは、当時ハーパス バザーUSの編集長であったカーメル・スノーにより「ニュールックだ！」との言葉からその後「ニュールック」といわれ、その伝説の誕生後、毎シーズンごとに様々なラインを発表し続けた。
- 1947年 - クリスチャン・ディオールは「パルファン・クリスチャン・ディオール」の創設。このハウスを創設した際に最初に没頭したことのひとつは、彼が思い描くモダンな女性のエレガンスにぴったりのフレグランスを創ることであった。 ディオールの初のフレグランス、「ミス　ディオール」は、彼のファーストコレクションと同時に創られた。
- 1950年 - 「バーティカルライン」、「オブリックライン」発表。
- 1951年 - 「オーバルライン」発表。
- 1953年 - 「クーポールライン」発表。
- 1954年 - 「チューリップライン」発表。
- 1955年 - 「Yライン」発表、 「アローライン」発表。
- 1956年 - 「マグネットライン」発表。
- 1957年  - 「リバティーライン」、「スピンドルライン」発表。クリスチャン・ディオールがトスカーナで急逝後、イヴ・サン＝ローランが21歳の若さでディオール社の主任デザイナーに抜擢される。「トラペーズ(台形)ライン」を発表。
- 1960年 - イヴ・サン＝ローランが徴兵により兵役に就いた為、主任デザイナーにマルク・ボアンが就任。
- 1961年 - 「スリムルック」発表。
- 1967年 - 「サファリルック」発表。
- 1968年 - パルファン・クリスチャン・ディオールがモエ・ヘネシー[1]社（現・LVMH）に買収される。
- 1970年 - 「マキシルック」発表。
- 1978年 - 親会社のマルセル・ブサック・グループが倒産するが、流通大手のウィロ兄弟によって救済され、アガッシュ＝ウィログループに入る。
- 1984年 - ベルナール・アルノーが、フランスの投資銀行「ラザール・フレール」と組んでマルセル・ブサック・グループを買収する。
- 1989年 - 主任デザイナーにジャンフランコ・フェレが就任。ベルナール・アルノーが買収によって「LVMH」の社長に就任。これによりディオールは同社傘下となる。
- 1995年 - メゾンアイコンバッグ「Lady Dior」が誕生。故ダイアナ妃がパリのグランパレでLVMHグループの後援により開催されたセザンヌ展を訪問された際にシラク前大統領夫人から贈られた。当時この世界でもっともメディアに注目される女性 - ダイアナ妃の公の場で愛用するバッグとして認知を広めた。元々別名での発売であったが、1996年ダイアナ妃への敬意を込めて、妃の承認の元に「レディ ディオール」と改名された
- 1996年 - ジャンフランコ・フェレとの契約期間満了後、ベルナール・アルノーが当時LVMHグループの「ジバンシー｣のデザイナーだったジョン・ガリアーノを指名、主任デザイナーに就任。
- 1999年 - ファインジュエリー部門のデザイナーにヴィクトワール・ド・カステラーヌが就任。
- 2001年 - 「ディオール オム」の主任デザイナーにエディ・スリマンが就任。
- 2007年 - 2007-08 A/Wパリ・メンズコレクションを最後に「ディオール オム」のエディ・スリマンが辞任。後任にエディ・スリマンの元ファースト アシスタント、クリス・ヴァン・アッシュが就任。
- 2011年3月1日 - ガリアーノを解雇。人種差別・ナチス賛美発言を行ったとの嫌疑で逮捕・起訴され、ディオールの名誉を傷つけたため。これ以降約1年間、レディース商品のデザインはデザインチームが行なった。
- 2012年4月9日 - 空席となっていた主任デザイナーにラフ・シモンズが就任。
- 2015年 - ラフ・シモンズが主任デザイナーを突然退任。2015年10月2日の『2016年春夏コレクション』がラストコレクション。
- 2016年7月8日 - 空席だった主任デザイナーに、前ヴァレンティノのクリエイティブ ディクレターマリア・グラツィア・キウリが就任。Dior初の女性主任デザイナーの初コレクションは、2016年9月30日パリで行われた『2017年春夏コレクション』
- 2017年 - 「LVMH」がクリスチャン ディオール クチュールを65億ユーロ（約7735億円）で買収。ディオールが完全にLVMHの傘下にし、グループ構成のシンプル化を図る（LVMHの株式の41%を保有しているクリスチャン ディオールがクリスチャン ディオール オートクチュールの親会社だったがLVMHの子会社へ。さらにベルナール・アルノーLVMH会長兼CEOが運営する投資会社、グループ アルノーが、クリスチャン ディオールの株式も買い戻し、これも100%子会社化）
- 2023年 - ベルナール・アルノーの一人娘、デルフィーヌ・アルノーが会長兼CEOに就任[2][3][4]。

### 日本での動き
- 1953年11月25日 - 文化服装学院がフランスからクリスチャン・ディオール一行12名（うち専属モデル7名）を招き、文化服装学院と東京會舘及び名古屋・京都・大阪でファッションショー開催し、ディオール旋風がおこった。日本でショーを行った欧州ハイブランドはディオールが初めてであった。
- 1954年 - 初代 龍村平藏（現：株式会社龍村美術織物[5]）に名物裂柄のドレス地の制作を依頼し、ドレスを制作。
- 2003年12月7日 - 表参道（東京都渋谷区）に表参道店をオープン。
- 2012年4月22日 - 銀座店リニューアルオープン。
- 2017年4月20日 - GINZA SIXに「ハウス オブ ディオール ギンザ」をオープン。

## 主な商品

### レディ・ディオール
1995年9月に発表された「レディ・ディオール」は、故ダイアナ妃がパリのグラン・パレでLVMHグループの後援により開催されたセザンヌ展を訪問した際にシラク前大統領夫人から贈られた。ダイアナ妃はこのディオールの最新作をすぐに気に入り、同シリーズのバッグを様々なヴァージョンで注文した。1995年11月、ダイアナ妃はバーミンガムの養護施設を訪問、このバッグを手に子どもを抱いた写真が海外のマスメディアに掲載された。  数週間後、アルゼンチンへの公式訪問の際にもダイアナ妃はこのお気に入りのバッグを手に、公用機から降り立った。 
レディ・ディオールはそれ以後、この世界でもっともメディアに注目される女性 - ダイアナ妃の愛用するバッグとして知られ、世界の女性達の注目の的となった。もともと別名が名づけられていたこのバッグは1996年、ダイアナ妃への敬意を込めて、妃の承認の元に「レディ・ディオール」と改名された。クチュール精神に基づいて制作された「レディ・ディオール」のバッグは、パッドの入ったステッチレザーにディオール メゾンのコードが表されている。ステッチパターン「カナージュ（格子柄）」は、クリスチャン・ディオールが1947年、自身の初コレクションにエレガントな顧客達を迎えるために使用したナポレオン三世の椅子の模様からヒントを得たもの。

## 店舗展開

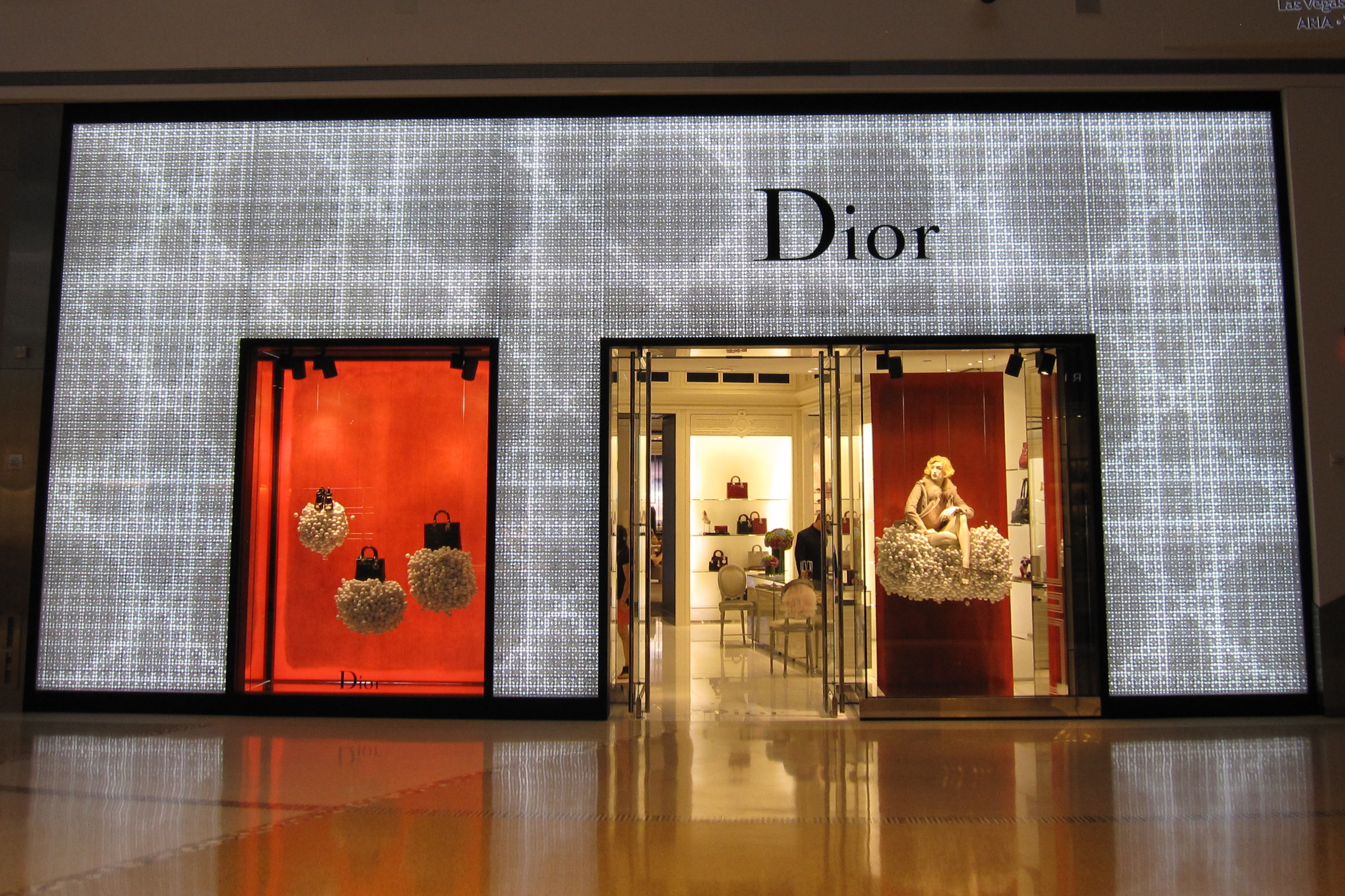
アメリカ・ラスベガスの店舗

現在、ディオールのブティックは、パリ、ミラノ、ローマ、ロンドン、ニューヨーク、ビバリーヒルズ、東京、名古屋、大阪、神戸、香港、上海、ボストン、ホノルル、サンフランシスコの世界の都市中心部にある。

### 日本での商品展開

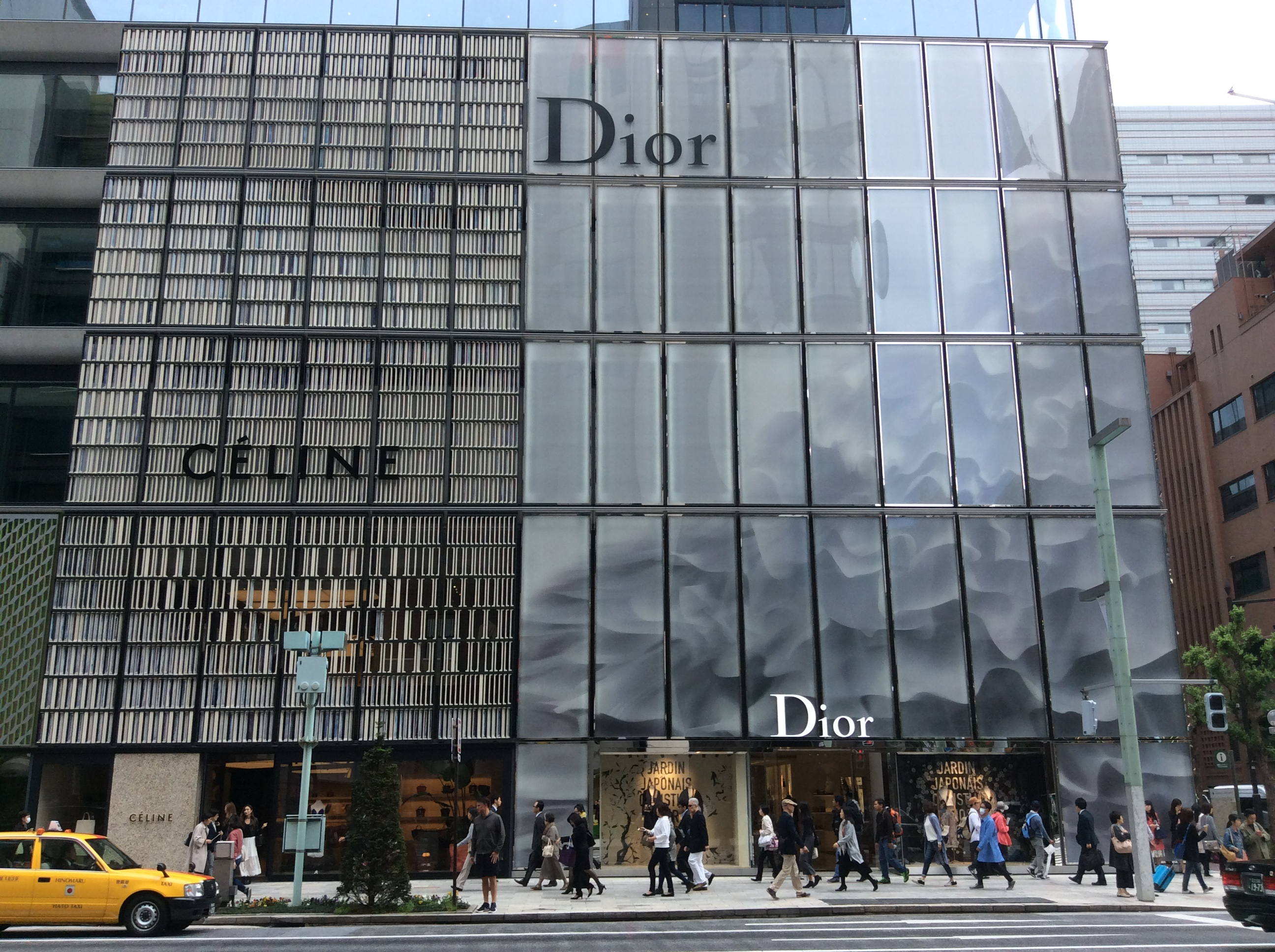
House Of Dior Ginza H（東京・GINZA SIX、2017年4月27日撮影）

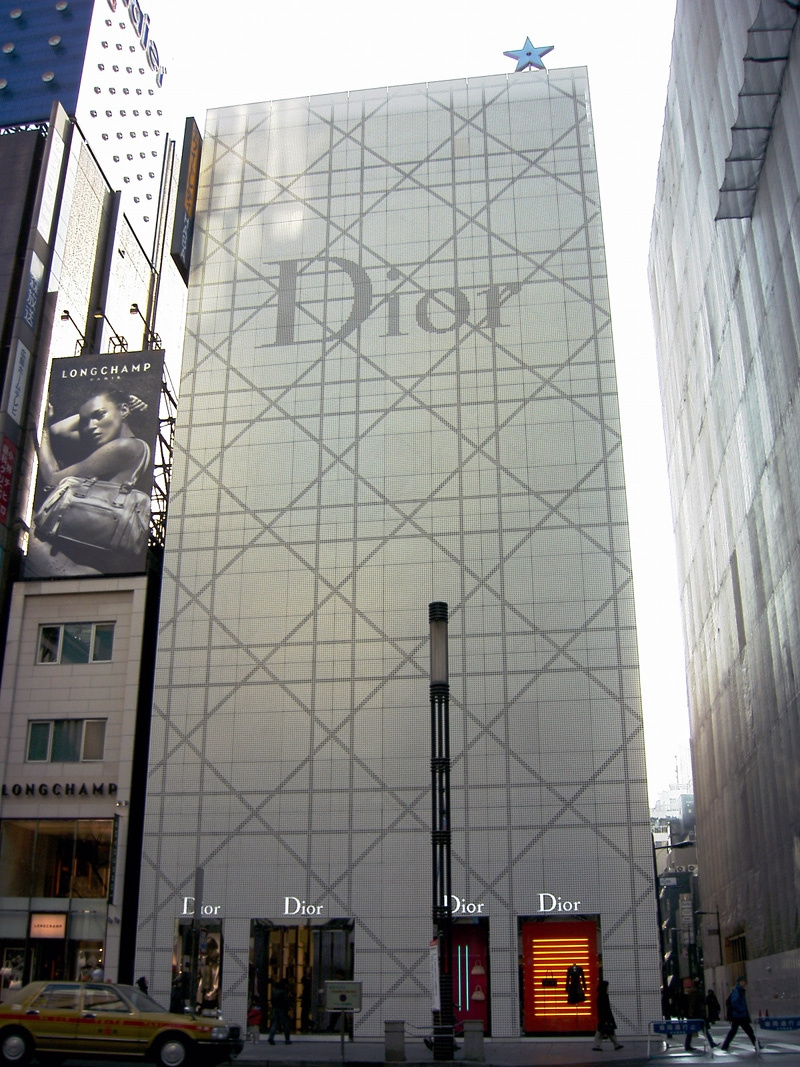
Dior boutique（同・銀座5丁目）

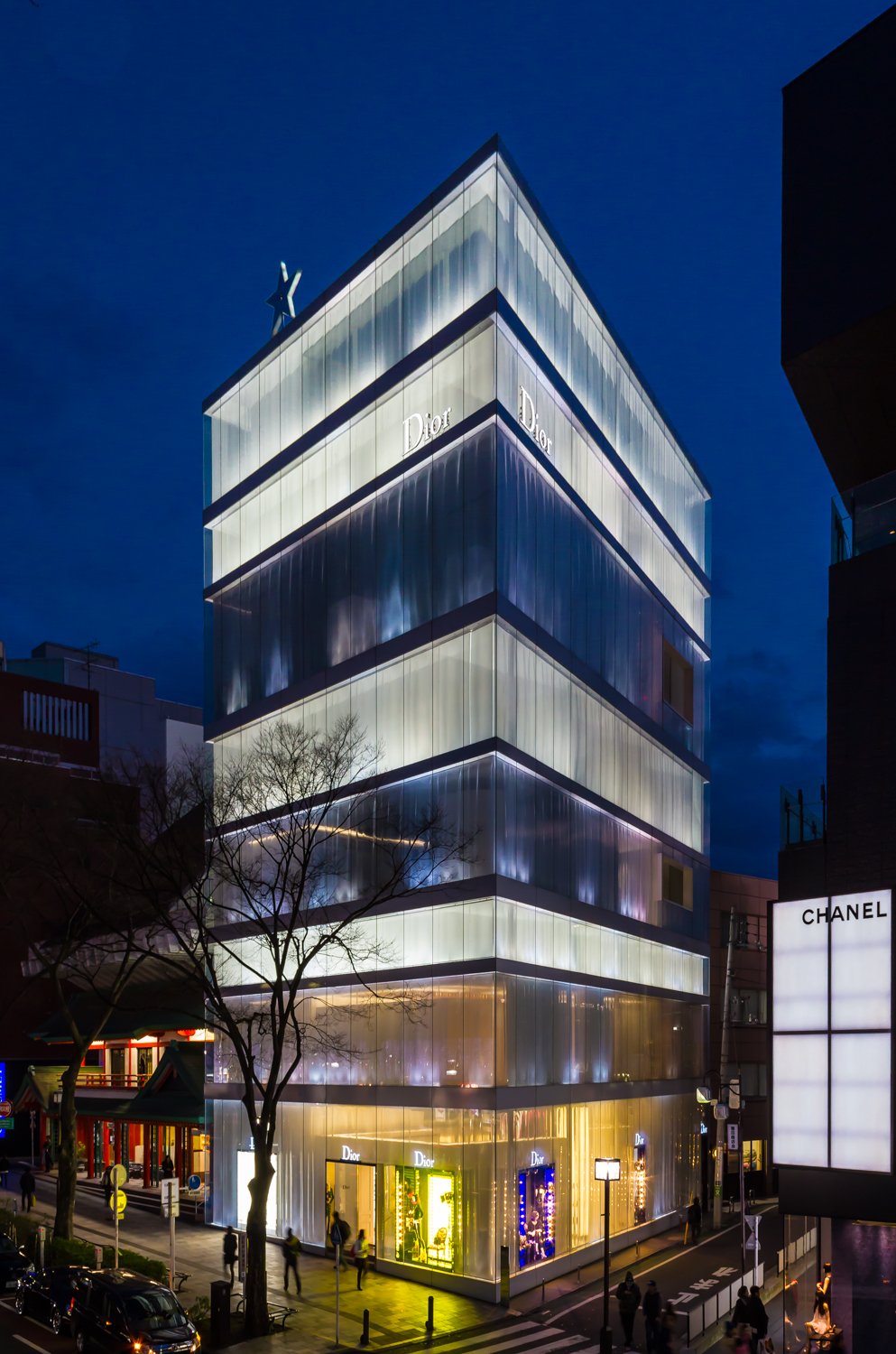
Dior Omotesando（同・表参道）

日本では、1953年に大丸が独占契約を結び、ドレスのライセンス生産を開始し、店内に「ディオール・サロン」が開設された。1963年には大丸に代わって、ディオールは新たに鐘紡とライセンス契約を締結した。日本法人は1992年に設立されるが、1989年にディオールを親会社としたLVMH社は、ライセンスを絞る方針を掲げ、1997年4月30日を以ってカネボウとの契約は解消され、同年秋冬物でライセンス生産は終了。さらにディオールは、翌年初頭、ランジェリー部門であるカネボウ・シルク・エレガンスとの契約も解消している。1964年から約30年間に渡って日本で販売されたディオール製品は、一部の輸入製品を除き、ほとんどがカネボウのライセンスによる日本製であり、紳士・婦人服だけでなく、ストッキングやソックス、ベビー服、本国にはないゴルフウェアまで多岐にわたっていた。
ライセンス解消以降日本では、「ディオール・オム」を含む大多数の商品をクリスチャン・ディオール株式会社で扱うが、コスメ・香水をパルファン・クリスチャン・ディオール・ジャポン（Parfum Christian Dior japon）が取り扱う。また、自社取り扱い商品の中でも、高級ジュエリー商品は、ディオール ファインジュエリー（Dior Fine Jewelry）としてラインが分けられている。また、もともとLVMH系でないサフィロ社製造のメガネフレーム・サングラス製品は、その他のサフィロ社製品と同様にサフィロジャパンが取り扱っている。
店舗
東京（表参道、銀座、麻布台ヒルズ、羽田国際空港）、大阪（心斎橋）にブティックショップを展開するほか、全国各地のデパートに店舗を展開している。百貨店のコスメ・香水フロアにおいてもディオールのコーナーを目にすることができ、シャネル、パルファム・ジバンシィなどと並ぶ海外コスメブランドの代表といえる。
皇室との関係
ディオールは、日本の皇室ファッションを語るうえでも重要な働きをしている。上皇后が、ご成婚（1959年）のときに着用したローブ・デコルテは、クリスチャン・ディオールのデザインによるものである。
ディオールは、終戦から10年も経たない1953年に、すでに日本の東京會舘で本格的なコレクションを披露していた。翌年のコレクションでは京都の老舗、龍村美術織物の生地を使い、日本をテーマにした作品を世界に向けて発表。日仏の友好の証であるそのうちの1点を、ディオールは高松宮妃喜久子に贈る。パリのディオール本社にドレスを受け取りに訪れた喜久子は、その場で、将来、皇太子妃となる方のドレスを3点、ディオールに依願した。
ディオールはアイデアをスケッチするが、2年後の1957年、心臓発作で急逝してしまう。その後、ディオール社の主任デザイナーに任命されたイヴ・サン＝ローランが、ディオールのデザインに基づく皇太子妃のドレスを創り上げた。使用された生地は、龍村美術織物による渾身の作品、鳳凰と龍の姿が織り込まれた「明暉瑞鳥錦（めいきずいちょうにしき）」である。
ご成婚当日、十二単を着用して行われた「結婚の儀」の後、天皇皇后に挨拶する「朝見の儀」のために、上皇后はローブ・デコルテに着替えた。和と洋のエッセンスが布の上で優美に融合したフェミニンでモダンなドレスを、上皇后はダイヤのティアラ、ダイヤのネックレスとともに着こなした。

## サプライヤー問題
2024年、ミラノの検察当局は、ディオールは下請け業者を搾取してバッグを製造しているとの捜査の結果を明らかにした。ロイターによると、ディオールがバッグの製造に対し業者に支払ったのは57ドル（約9200円）で（皮革などの原材料にかかるコストは含まず）、それを48倍の約2780ドル（約44万円）で販売していたとされる。また中国系の下請け企業は、最低賃金以下で工員を雇用し、休日も含めて24時間稼働していたとされる。

## 現アーティスティック ディレクター
- ディオール (Dior)
  - マリア・グラツィア・キウリ (Maria Grazia Chiuri)
- ディオール・メン (Dior Men)
  - キム・ジョーンズ (Kim Jones)2018～

## 歴代デザイナーと期間
- クリスチャン・ディオール（1946-1957)
- イヴ・サンローラン（1957-1960)
- マルク・ボアン（1960-1989)
- ジャンフランコ・フェレ（1989-1996)
- ジョン・ガリアーノ（1996-2011)
- ラフ・シモンズ（2012-2015)
- マリア・グラツィア・キウリ（2016-)

## 主なブランド名
- Dior Haute Couture
- Dior
- Dior Men
- Baby Dior
- Dior MAISON
- Parfums Christian Dior
- Miss Dior　- ナタリー・ポートマンが2010年よりイメージキャラクターを務めている[14]。

## 映画
- 『クリスチャン・ディオール 華麗なるモードの帝国』（原題: Inside Dior）- 2017年に創立70周年を記念して制作されたドキュメンタリー映画。イギリスで製作され、2018年日本でも公開される。
- 『オートクチュール』 - 2022年のフランス映画。ディオールのアトリエが舞台になっており、ディオールの衣装デザイナー・ジュスティーヌ・ヴィヴィアンが監修を担当している。